# Colégio de Pontífices
O Colégio de Pontífices ou dos Pontífices (em latim: Collegium Pontificum) foi um corpo estatal da Roma Antiga cujos membros eram os mais altos sacerdotes da religião romana (em latim: "quattuor amplissima collegia"). O colégio consistia do pontífice máximo e outros pontífices, o rei das coisas sagradas, os quinze flâmines e as vestais. O Colégio de Pontífices era um dos quatro grandes colégios sacerdotais, os outros sendo o dos áugures (que liam presságios), os quindecênviros (cumpriam certas cerimônias) e os epulões (presidiam festins de sacrifícios).

## História

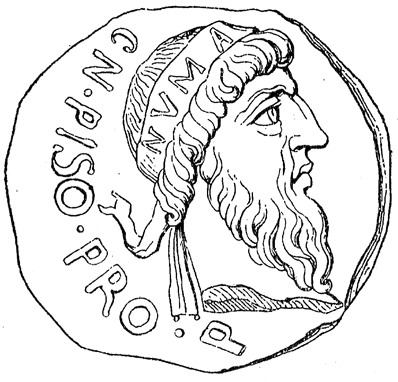
Efígie de Numa Pompílio r.

Segundo a tradição romana, o Colégio de Pontífices foi fundado pelo rei Numa Pompílio (r. 717–673 a.C.) para auxiliar o monarca em assuntos religiosos. Originalmente era formado por três pontífices patrícios, mas com a Lei Ogúlnia de 300 a.C., foi aberto aos plebeus e o número de membros aumentou para nove, sendo quatro patrícios e três plebeus. Durante a República Romana Tardia seu número foi fixado em sete, que incluíam o rei das coisas sagradas, o pontífice máximo e os flâmines maiores - Flâmine Marcial, Flâmine Dial e Flâmine Quirinal -, todas as últimas tradicionalmente ocupadas por patrícios. A partir de 106 a.C., a posição de pontífice máximo também foi aberta aos plebeus.
O Colégio de Pontífices tinham como deveres a manutenção do calendário, a determinação dos dias fastos (dies fasti) e dias nefastos (dies nefasti), o registro dos eventos significativos de cada ano, e a supervisão da religião estatal. Inicialmente os ofícios pontifícios eram preenchidos pelo colégio, que tinha a autonomia para eleger o pontífice máximo, porém, por 250 a.C., o pontífice máximo passou a ser eleito pela assembleia tribal (comitia populi tributa); por 103 a.C., todos os membros do colégio foram escolhidos pela assembleia.
O Colégio de Pontífices mantinha os chamados "Livros Pontifícios" (Libri Pontificii), que continham as forças de oração, as regras dos rituais para observâncias cerimoniais e informações técnicas sobre o calendário. Originalmente foi mantido em segredo até que, por 304 a.C., Cneu Flávio revelou-os. Além deles, o colégio organizava as Ata Pontifícia (Acta Pontificum), que continha o registro das ações oficiais, e os "Comentários Pontifícios" (Commentarii Pontificum), que foram uma coleção de opiniões previamente entregues, que os pontífices eram obrigados a referir-se antes de fazer novas opiniões.